# Zadymienie
Zadymienie materiału negatywowego ujawnia się po jego wywołaniu następuje wtedy redukcja kryształków halogenków srebra zarówno naświetlonych jak i nienaświetlonych. Zadymieniu powinny zapobiegać substancje opóźniające (antyzadymiające wywoływacza).